# Diócesis de Noto
La diócesis de Noto (en latín: Dioecesis Netensis y en italiano: Diocesi di Noto) es una circunscripción eclesiástica de la Iglesia católica en Italia. Se trata de una diócesis latina, sufragánea de la arquidiócesis de Siracusa. Desde el 22 de diciembre de 2022 su obispo es Salvatore Rumeo.

## Territorio y organización

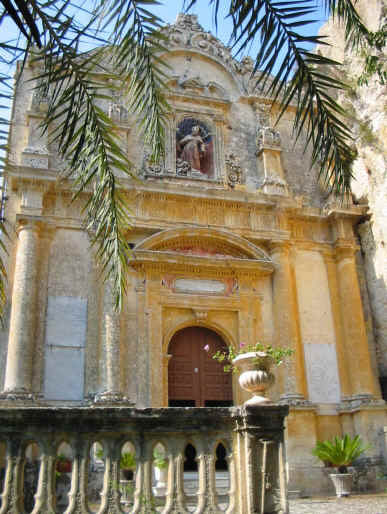
Santuario de San Conrado Confaloneri, en el valle de Pizzoni, cerca de Noto

La diócesis tiene 1323 km² y extiende su jurisdicción sobre los fieles católicos de rito latino residentes en parte de la región de Sicilia, comprendiendo:
- 5 comunas en el consorcio comunal libre de Siracusa: Noto, Avola, Pachino, Portopalo di Capo Passero (que incluye la isla de Capo Passero) y Rosolini;
- 4 comunas en el consorcio comunal libre de Ragusa: Ispica, Modica, Pozzallo y Scicli.

La sede de la diócesis se encuentra en la ciudad de Noto, en donde se halla la Catedral basílica de San Nicolás. En el valle de Pizzoni, cerca de Noto, se halla el santuario de San Conrado Confaloneri.
En 2023 en la diócesis existían 98 parroquias agrupadas en 8 vicariatos: Noto, Avola, Pachino (que comprende también Portopalo), Rosolini, Ispica, Pozzallo, Scicli y Módica.

## Historia
La ciudad de Noto fue erigida en sede episcopal y en iglesia madre en catedral por el papa Gregorio XVI mediante la bula Gravissimum sane munus el 15 de mayo de 1844, tomando el territorio de la diócesis de Siracusa, realizando el compromiso de su predecesor Pío VII, que se había propuesto aumentar el número de diócesis en Sicilia para facilitar el servicio pastoral de los obispos, modificando así los límites de la arquidiócesis de Siracusa.
El deseo de los netinos de tener la sede episcopal en la ciudad se remonta a 1212, cuando Isimbardo Morengia, señor de la ciudad, fundó el monasterio cisterciense de Santa Maria dell'Arco con la dote de cuatro feudos. Concedida el título de ciudad por Alfonso el Magnánimo el 27 de diciembre de 1432, en un momento de particular prestigio cultural, Noto pidió la erección de una diócesis el 14 de junio de 1433 al papa Eugenio IV y nuevamente el 22 de enero de 1450 a Nicolás V. Otras iniciativas se promovieron en 1594 y 1609. Los argumentos aducidos a favor de la nueva sede episcopal fueron varios, entre estos la presencia de dos prestigiosos centros de espiritualidad: la abadía benedictina de Santa Lucía del Mendola y la cisterciense de Santa Maria dell'Arco, en la época motivos eclesiásticos relevantes, y el hecho de que la ciudad de Noto era el "cabo dell'ovalle" y, como las otras dos existentes en Sicilia, Mesina y Mazara, merecía la sede episcopal. El obstáculo para la realización de este deseo vino de la oposición de los obispos de Siracusa, de cuya diócesis la de Noto quería arrebatarle territorio, haciéndole perder poder e ingresos.
El nacimiento de la diócesis de Noto se enmarcaba en el plan de ampliación de las diócesis sicilianas para favorecer la atención pastoral de la población, decidido por el parlamento siciliano y presentado al rey Fernando III el 5 de abril de 1778. El rey, favorable al proyecto, encargó a la Diputación del Reino que estudiara la viabilidad de la operación, tras un estudio de investigación con vistas a un estudio exhaustivo de las diócesis de la isla. El proceso de fundación de nuevas diócesis fue interrumpido durante la Revolución francesa y reanudado por el Parlamento siciliano el 24 de marzo de 1802, cuando se presentó una nueva solicitud de reorganización de las diócesis sicilianas, que fue nuevamente acogida favorablemente por el rey.
La primera solicitud para la erección de la diócesis de Noto fue presentada a la Diputación del Reino el 17 de febrero de 1783. Pero fue sólo con el nuevo siglo que el proyecto fue retomado y llevado a cabo, a pesar de la fuerte oposición de la curia siracusana, y que Noto vio realizado el antiguo deseo, aprovechando los motines que se produjeron en Siracusa durante la epidemia de cólera que llevó al traslado de la sede provincial a Noto por parte de Fernando II.
Fue precisamente en este período cuando el rey Fernando II pidió a la Santa Sede la erección de la diócesis de Noto, aprovechando que la sede episcopal de Siracusa estaba vacante tras la muerte de Giuseppe Amorelli, ocurrida el 13 de diciembre de 1840. Además de Noto, a la nueva diócesis se le asignaron, quitándoles a Siracusa, las comunas de Avola, Buccheri, Buscemi, Cassaro, Ferla, Giarratana, Módica, Pachino, Palazzolo Acreide, Pozzallo, Portopalo, Rosolini, Scicli y Spaccaforno (hoy Ispica).
Los primeros obispos se comprometieron en la construcción de la nueva diócesis y en la adquisición de las principales estructuras diocesanas; «su actividad pastoral se concentró en la inauguración de nuevos edificios eclesiásticos (incluidas algunas iglesias madres), en la catequesis, en la formación de los laicos, en la alfabetización, en el conocimiento y unificación de la diócesis con visitas pastorales». en 1851 fue fundado el seminario episcopal por el obispo Giovanni Battista Naselli, mientras que en 1855 el obispo Mario Giuseppe Mirone adquirió parte del palacio de Trigona Cannicarao como sede del obispado.
La diócesis quedó vacante en 1864 tras la muerte de Mario Giuseppe Mirone, también debido a los intentos del gobierno liberal de intervenir en el nombramiento de obispos, que estaba sujeto al exequatur y a la pretensión de apropiarse del patronato real de los monarcas anteriores, es decir, de gozar del derecho a presentar a los obispos. En 1865 el gobierno propuso en conversaciones informales el nombramiento de Antonio Gibilara, vicario capitular de la diócesis de Girgenti , pero no se llegó a ningún acuerdo con la Santa Sede . Después de la división entre Iglesia y Estado con la toma de Porta Pia el 20 de septiembre de 1870, la Santa Sede se negó a ponerse de acuerdo sobre los nombramientos de obispos y entre 1871 y 1872 procedió a nominaciones unilaterales para las diócesis sicilianas, eligiendo a Benedetto Lavecchia Guarnieri (1872-1875) para Noto.
Una fuerte pastoral vocacional fue realizada por los obispos Giovanni Blandini (1875-1913) y Giuseppe Vizzini (1913-1935). El primero tuvo dificultades para recibir el exequatur. Se le dio orden de abandonar el palacio episcopal. Cualquier resistencia podría haber implicado no sólo el uso de la fuerza, sino también la expulsión forzada de la diócesis y la encomienda de la diócesis a un vicario capitular. Posteriormente confió la gestión del seminario primero a los jesuitas y luego a los lazaristas; Vizzini asumió personalmente la dirección del seminario y convocó el primer sínodo diocesano en 1923.
En 1950, con la erección de la diócesis de Ragusa, Noto corrió el riesgo de ser suprimida. Se decidió separar Giarratana y agregarla a la sede de Ragusa, mientras que las comunas de montaña de Buccheri, Buscemi, Cassaro, Ferla y Palazzolo Acreide regresaron a la sede de Siracusa. Posteriormente, en 1954, la fracción de San Giacomo Bellocozzo, que cuatro años antes había pasado bajo la jurisdicción de la ciudad de Iblea, también fue agregada a la sede de Ragusa.
El 27 de noviembre de 1963, con la carta apostólica Scandere caelum, el papa Pablo VI proclamó a la bienaventurada Virgen María, invocada con el título de "Escalera del Paraíso", y a san Conrado Confaloneri patronos principales de la diócesis.
El 18 de junio de 2007 la catedral fue reabierta al culto después del desastroso derrumbe de 1996.

## Episcopologio
- Giuseppe Menditto † (22 de julio de 1844-13 de noviembre de 1849 renunció)[16]
- Giovanni Battista Naselli, C.O. † (17 de febrero de 1851-27 de junio de 1853 nombrado arzobispo de Palermo)
- Mario Giuseppe Mirone † (27 de junio de 1853-17 de febrero de 1864 falleció)
  - Sede vacante (1864-1872)
- Benedetto Lavecchia Guarnieri, O.F.M.Obs. † (23 de febrero de 1872-5 de julio de 1875 nombrado arzobispo de Siracusa)
- Giovanni Blandini † (5 de julio de 1875-4 de enero de 1913 falleció)
- Giuseppe Vizzini † (19 de agosto de 1913-8 de diciembre de 1935 falleció)
- Angelo Calabretta † (16 de julio de 1936-27 de junio de 1970 renunció[nota 1])
- Salvatore Nicolosi † (27 de junio de 1970-19 de junio de 1998 retirado)
- Giuseppe Malandrino (19 de junio de 1998-16 de julio de 2007 retirado)
- Mariano Crociata (16 de julio de 2007-20 de octubre de 2008 nombrado secretario general de la CEI)
- Antonio Staglianò (22 de enero de 2009-6 de agosto de 2022 nombrado presidente de la Pontificia Academia de Teología[nota 2])
- Salvatore Rumeo, desde el 22 de diciembre de 2022

## Estadísticas
Según el Anuario Pontificio 2024 la diócesis tenía a fines de 2023 un total de 210 000 fieles bautizados.
| Año                                                                             | Población            | Población | Población      | Sacerdotes | Sacerdotes    | Sacerdotes    | Bautizados por sacerdote | Diáconos permanentes | Religiosos | Religiosos | Parroquias |
| Año                                                                             | Bautizados católicos | Total     | % de católicos | Total      | Clero secular | Clero regular | Bautizados por sacerdote | Diáconos permanentes | Varones    | Mujeres    | Parroquias |
| ------------------------------------------------------------------------------- | -------------------- | --------- | -------------- | ---------- | ------------- | ------------- | ------------------------ | -------------------- | ---------- | ---------- | ---------- |
| 1950                                                                            | 190 400              | 190 800   | 99.8           | 179        | 115           | 64            | 1063                     |                      | 70         | 160        | 53         |
| 1969                                                                            | 201 165              | 201 675   | 99.7           | 162        | 131           | 31            | 1241                     |                      | 49         | 68         | 79         |
| 1980                                                                            | 195 465              | 200 116   | 97.7           | 121        | 91            | 30            | 1615                     |                      | 37         | 330        | 88         |
| 1990                                                                            | 207 500              | 208 950   | 99.3           | 118        | 82            | 36            | 1758                     |                      | 51         | 286        | 98         |
| 1999                                                                            | 207 000              | 209 000   | 99.0           | 115        | 84            | 31            | 1800                     | 7                    | 40         | 255        | 98         |
| 2000                                                                            | 207 000              | 210 825   | 98.2           | 119        | 88            | 31            | 1739                     | 10                   | 40         | 255        | 98         |
| 2001                                                                            | 207 000              | 210 825   | 98.2           | 120        | 90            | 30            | 1725                     | 10                   | 39         | 255        | 98         |
| 2002                                                                            | 209 500              | 210 825   | 99.4           | 119        | 90            | 29            | 1760                     | 14                   | 38         | 255        | 98         |
| 2003                                                                            | 211 000              | 212 119   | 99.5           | 117        | 90            | 27            | 1803                     | 14                   | 43         | 233        | 98         |
| 2004                                                                            | 211 000              | 212 546   | 99.3           | 117        | 90            | 27            | 1803                     | 16                   | 47         | 233        | 98         |
| 2013                                                                            | 213 900              | 220 000   | 97.2           | 119        | 96            | 23            | 1797                     | 22                   | 25         | 194        | 98         |
| 2016                                                                            | 219 000              | 220 700   | 99.2           | 123        | 101           | 22            | 1780                     | 22                   | 26         | 116        | 98         |
| 2019                                                                            | 214 380              | 220 135   | 97.4           | 116        | 94            | 22            | 1848                     | 22                   | 23         | 92         | 98         |
| 2021                                                                            | 215 000              | 220 584   | 97.5           | 120        | 97            | 23            | 1791                     | 22                   | 27         | 143        | 98         |
| 2023                                                                            | 210 000              | 215 082   | 97.6           | 129        | 105           | 24            | 1627                     | 22                   | 28         | 142        | 98         |
| Fuente: Catholic-Hierarchy, que a su vez toma los datos del Anuario Pontificio. |                      |           |                |            |               |               |                          |                      |            |            |            |

### Vida consagrada
Las sociedades e institutos femeninos, de vida apostólica, que trabajan en la diócesis son: Dominicas del Sagrado Corazón de Jesús, Ursulinas de Malta, Hijas de María Auxiliadora, Franciscanas de la Inmaculada Concepción de Lipari, Ursulinas de la Sagrada Familia, Discípulas del Buen Pastor, Hijas de la Caridad de San Vicente de Paúl, Hermanas Misioneras Apóstoles de Cristo Eucaristía, Hermanas de la Sagrada Familia de Spoleto, Siervas Misioneras Camilianas, Dominicas del Sagrado Corazón de Jesús, Carmelitas Misioneras de Santa Teresa del Niño Jesús, Hermanas Siervas de los Pobres (Boccone), Adoratrices Esclavas del Santísimo Sacramento y de la Caridad, Hijas de la Caridad (Canosianas), Hermanas del Sagrado Corazón de Ragusa, Hermanas de Santa Ana de la Providencia, Hijas del Divino Celo, Dominicas de la Santa Cruz de Jesús y Mercedarias del Santísimo Sacramento.
Entre las sociedades e institutos masculinos que se encuentran en Noto están los franciscanos conventuales, los benedictinos, los franciscanos observantes, los capuchinos, los salesianos y los canosianos. Mientras que las religiosas de vida de clausura son exclusivamente benedictinas y carmelitas descalzas. Además de los institutos religiosos y sociedades de vida apostólica, en la diócesis de Noto, hacen presencia los siguientes institutos seculares: Siervas de la Divina Misericordia, Compañía de Jesús Maestro, Hijas de Santa Ángela Mérici, Cooperadoras Oblatas Misioneras de la Inmaculada, Hijas de la Reina de los Apóstoles, Ancilla Domini, Discípulos de Don Bosco, Misioneras de la Realeza de Cristo, Misioneros del Evangelio y Voluntarias de Don Bosco. Existen además otras formas de vida consagrada como el Orden de las vírgenes y la Asociación Pública de Fieles Reconstructures de la Oración.